# Kraina Węgorapy

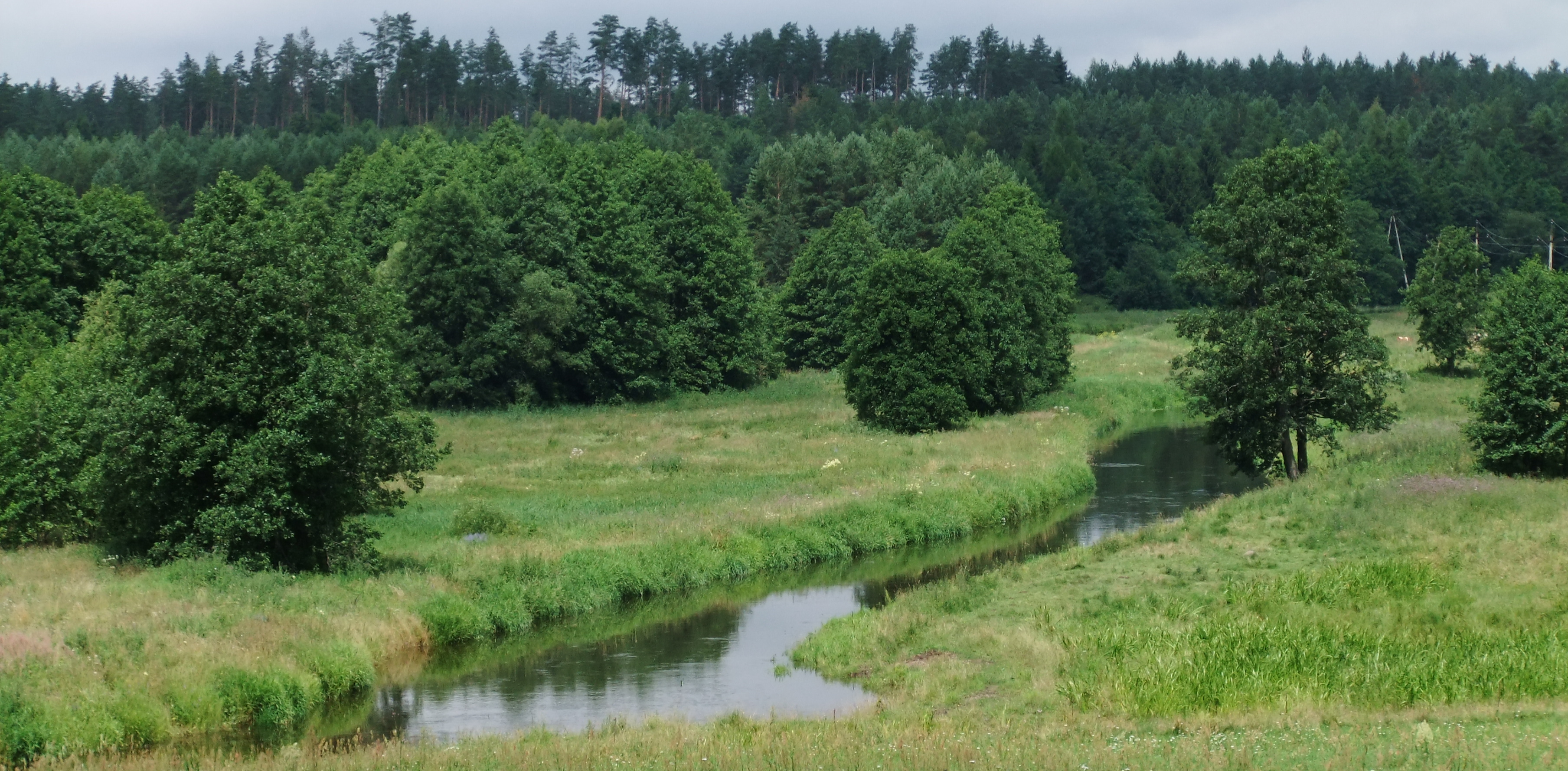
Gołdapa

Die Kraina Węgorapy (deutsch Angerapper Land, vom Fluss Węgorapa, deutsch Angerapp) ist eine Mesoregion sowie Seenlandschaft in der Woiwodschaft Ermland-Masuren in Polen. Die Region hat eine Fläche von 690 km².

## Lage
Die Kraina Węgorapy ist der nördlichste Teil der Masurischen Seenplatte, der bereits an die russische Exklave Oblast Kaliningrad im Norden grenzt. Im Süden schließen sich die Großen Masurischen Seen, im Osten die Rominter Heide und im Westen die Nizina Sępopolska (Schippenbeiler Tiefland) an. Die Region liegt im Nordosten Polens.

## Geologie
Die Kraina Węgorapy bestand ursprünglich aus einer Vielzahl von großen Seen in einer Moränenlandschaft. Charakteristisch für diese Landschaft sind glaziale Rinnen zwischen den Hügeln, entstanden durch die abtragende Wirkung der Schmelzwässer beim Abschmelzen der Gletscher, die später die Seen aufnahmen. Mittlerweile sind die meisten Seen in der Kraina Węgorapy bereits zugewachsen und verlandet, so dass die Landschaft vor allem aus Moränen, Sümpfen und Torfgebieten besteht.

## Gliederung
Die Kraina Węgorapy wird in drei Mikroregionen unterteilt:
- Das bis zu 161 Meter über NN hohe Hügelland der Wyniesienie Pawłowskie liegt nördlich des Mamry beim Austritt der Węgorapa aus diesem. Die Węgorapa durchbricht die Moränenlandschaft in einem tiefen und kurvenreichen Tobel.
- Flussabwärts schließt sich das Becken Niecka Skaliska an, das einen großen verlandeten See darstellt. Hier mäandert die Węgorapa mit zahlreichen Flussknien und Altwassern durch eine Sumpf- und Torflandschaft. Hier mündet auch die Gołdapa in die Węgorapa auf einer Höhe von 97 Meter über NN. Das Gebiet ist teilweise mit dem Urwald Lasy Skaliskie bewachsen, der ein Habitat für den Weißkopfseeadler ist.
- Östlich schließt sich das bis zu 190 Meter über NN hohe Hügelland Pagórki Rogalskie an, das von der Gołdapa durchflossen wird, die hier durch die Moränenlandschaft durchbricht. Hier befinden sich die größten Seen der Region, unter anderem der Jezioro Czupowskie.

## Seen
Die Kraina Węgorapy liegt nördlich des Mamry, der bereits zu den Großen Masurischen Seen gehört. Mit Ausnahme des östlichen Teils der Region sind hier die meisten Seen bereits zugewachsen und verlandet.

## Flüsse
Der Nordteil der Großen Masurischen Seen entwässert nach Norden über die Węgorapa (Angerapp) in den Pregel, der die Region von Südwesten nach Nordosten durchfließt. Der bedeutendste rechte Zufluss aus östlicher Richtung ist die Gołdapa (Goldap).

## Besiedlung
Das Gebiet der Kraina Węgorapy ist selbst für die Verhältnisse der Masurischen Seenplatte sehr dünn besiedelt. Kleinstädte wie Węgorzewo (Angerburg) oder Gołdap liegen bereits in den benachbarten Regionen.

## Natur
Das Gebiet wird durch den Masurischen Landschaftsschutzpark geschützt, der auch zahlreiche Naturreservate besitzt.